# Сельское поселение село Балаганное
Се́льское поселе́ние село Балаганное — упразднённое муниципальное образование в бывшем Ольском муниципальном районе Магаданской области Российской Федерации.
Административный центр — село Балаганное.

## История
Балаганский сельский совет Ольского района был образован в 1956 году. В 1970-е годы в его состав входили сёла Балаганное, Талон, Мотыклей и Шелтинга. Сёла Мотыклей и Шелтинга упразднены в 1994 году.
В 1994 году сельский совет преобразован в Балаганскую сельскую администрацию.
Статус и границы сельского поселения установлены Законом Магаданской области от 28 декабря 2004 года № 511-ОЗ «О границах и статусе муниципальных образований в Магаданской области».
Сельское поселение село Балаганное упразднено в 2015 году с преобразованием Ольского муниципального района в Ольский городской округ.

## Население
| 2010 | 2012 | 2013 | 2014 | 2015 |
| ---- | ---- | ---- | ---- | ---- |
| 341  | ↘323 | ↘307 | ↘291 | ↘280 |

## Состав сельского поселения
| № | Населённый пункт | Тип населённого пункта       | Население |
| - | ---------------- | ---------------------------- | --------- |
| 1 | Балаганное       | село, административный центр | ↘187      |